# كلاوس مارتن تسيغلر
كلاوس مارتن تسيغلر (بالألمانية: Klaus Martin Ziegler)‏ هو موزع ألماني، ولد في 1929 في فرايبورغ في ألمانيا، وتوفي في 22 سبتمبر 1993 في كاسل في ألمانيا.

## وصلات خارجية
- كلاوس مارتن زيغلر على موقع ميوزك برينز (الإنجليزية)
- كلاوس مارتن زيغلر على موقع أول ميوزيك (الإنجليزية)
- كلاوس مارتن زيغلر على موقع ديسكوغز (الإنجليزية)